# Смольково (Ульяновская область)
 Смольково  — село в составе Старотимошкинского городского поселения Барышского района Ульяновской области. 

## География
Находится на расстоянии примерно 33 километра по прямой на восток-северо-восток от районного центра города Барыш, на речке Малая Свияга.

## История
Основано село в 1699 году помещиком Н. И. Смольковым. 
В 1780 году, при создании Симбирского наместничества, село Смолковка, помещиковых крестьян, вошло в состав Сенгилеевского уезда.
В 1809 году помещиком Петром Дмитриевичем Самариным был построен каменный храм, без колокольни. Престолов в нём три: главный — в честь Казанской иконы Божией Матери и в приделах: в одном — во имя препп. Антония и Феодосия Печерских чудотворцев и в другом — во имя преп. Феодосия Тотемского чудотворца. Второй деревянный храм, был построен прихожанами в 1896 году, взамен старой деревянной церкви. Престол в нём  — во имя Святителя и Чудотворца Николая. На роднике есть каменная часовня, построена в 1896 году.
В 1859 году село Смольково, на коммерческом тракте из г. Карсуна в г. Сызрань, находилось в 3-м стане Сенгилеевского уезда Симбирской губернии, имелось 2 церкви.
С помощью И. Н. Ульянова в 1873 году в селе было открыто смешанное училище, для которого в 1879 году на средства помещицы К. Н. Ушаковой было построено новое здание. 
В 1913 году в деревне было 145 дворов, 771 житель. 
В 1930 году в селе был образован колхоз «Парижская коммуна». 
До начала 60-х годов Смольково относилось к Кузоватовскому району.  
В 1964 году колхоз «Парижская коммуна» объединили с «Родиной», и Смольково вошло в Зареченский сельский Совет Барышского района.  
Большим событием для Смолькова стало открытие на окраине села в 1998 году АГРС (газораспределительная станция) и подключение села к газопроводу. 
В 1990-е годы работал СПК «Родина».

## Население
Население составляло: на 1780 г. 144 ревизских душ; на 1859 год 322 муж. и 337 жен.; на 1900 г. — 380 м. и 387 ж.; В 1996 году в Смольково проживало 190 человек, преимущественно русские.170 человек в 2002 году (90% русские), 165 по переписи 2010 года.

## Достопримечательности
- Каменная церковь в селе Смольково является объектом культурного наследия (памятником истории и культуры) регионального значения — Казанская церковь «Церковь в честь Казанской иконы Божьей Матери (православный приходской трехпрестольный храм)», 1809 год. (Решение исполнительного комитета Ульяновского областного Совета народных депутатов от 12.02.1990 № 79 («Покровская церковь»); Распоряжение Главы администрации Ульяновской области от 29.07.99. № 959-р.)[1][8][9][10][11][12][13][14][15][16][17][18][19].
- Деревянная церковь в селе Смольково является выявленным объектом культурного наследия (памятником истории и культуры)  — «Церковь во имя Николая Чудотворца (православный приходской однопрестольный храм)», 1896 год. (Распоряжение Главы администрации Ульяновской области от 29.07.1999. № 959-р)[1].

## Галерея

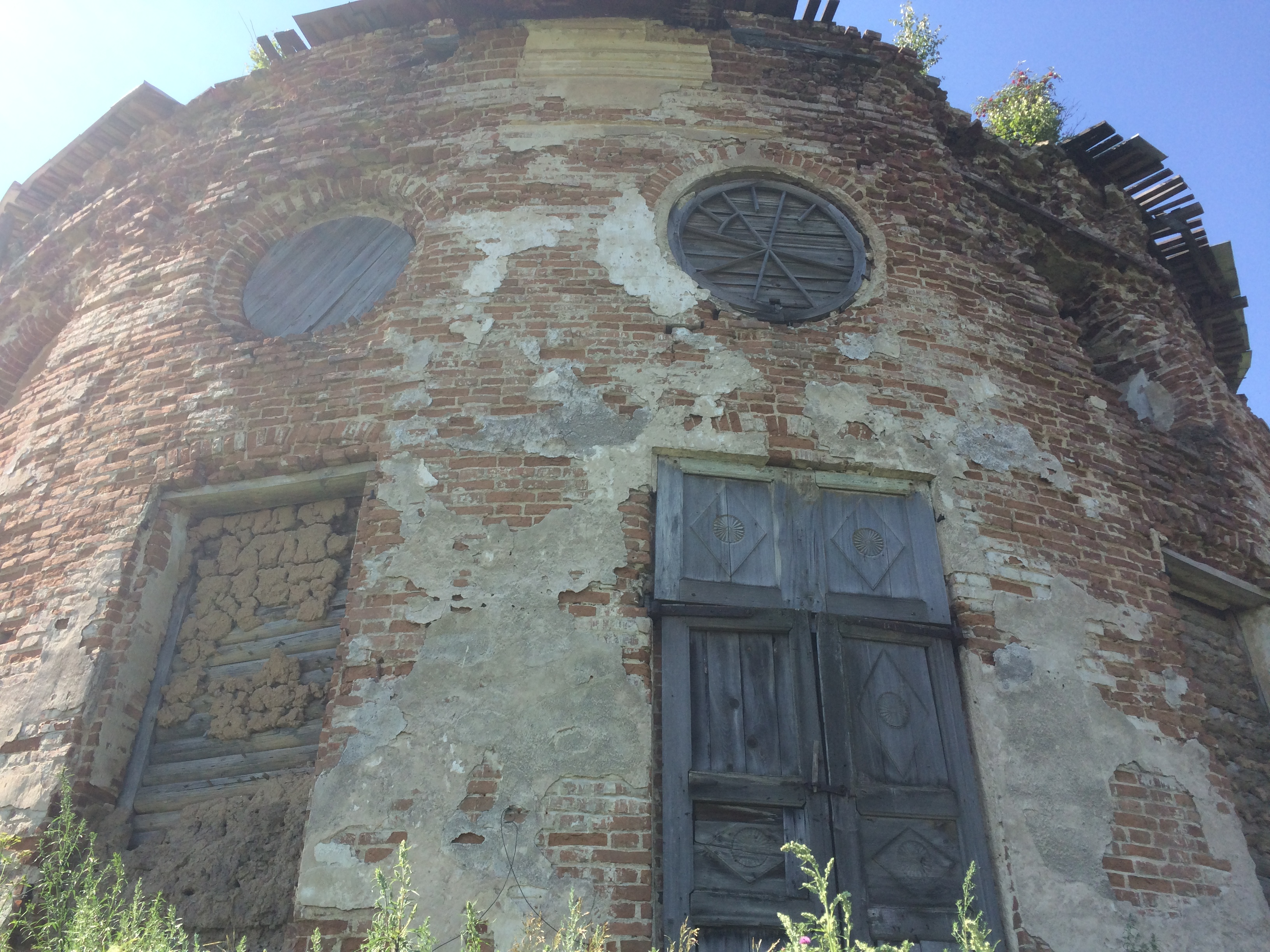
Вблизи Казанская церковь. Смольково.
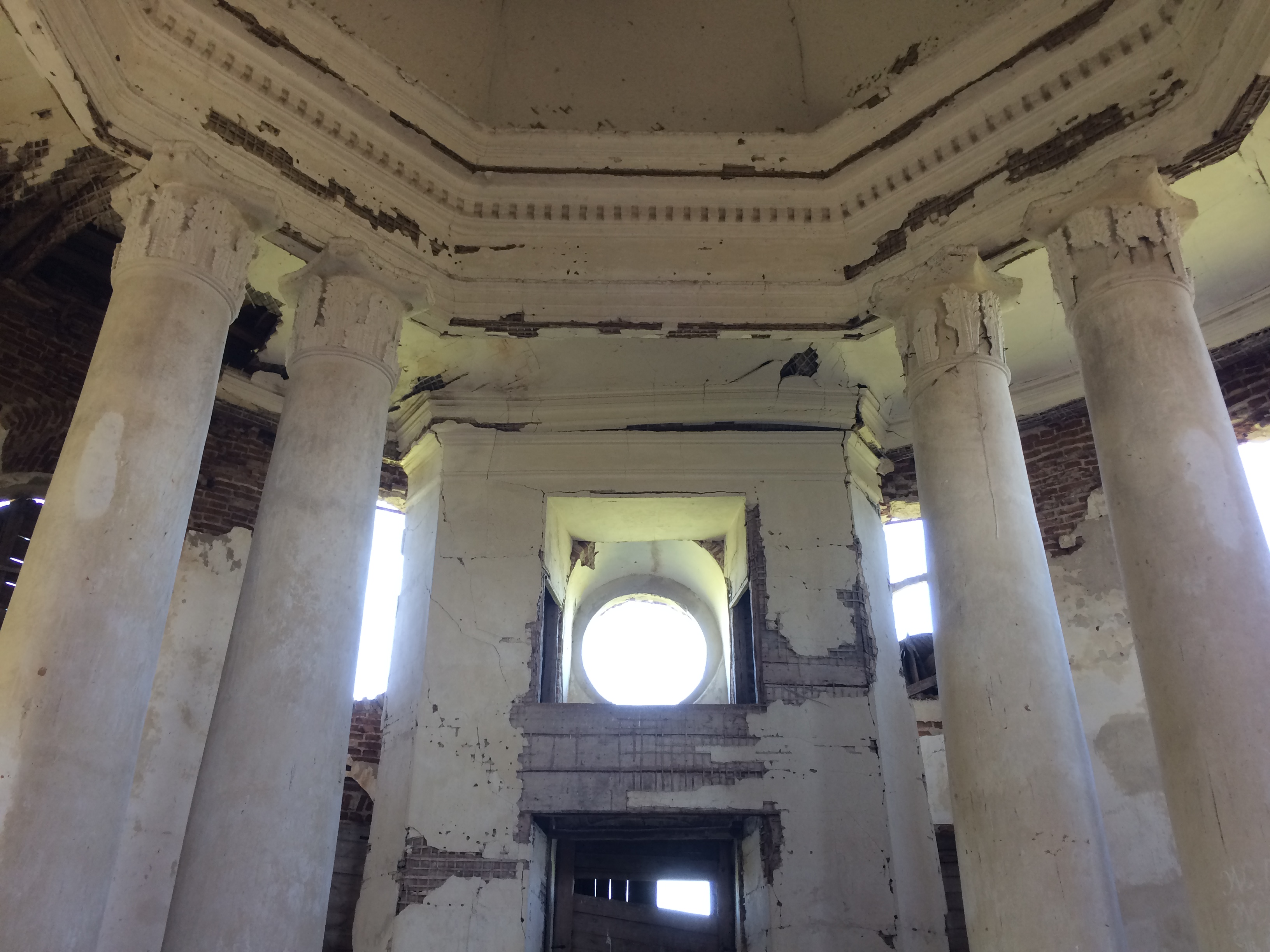
Внутри Казанская церковь. Смольково.
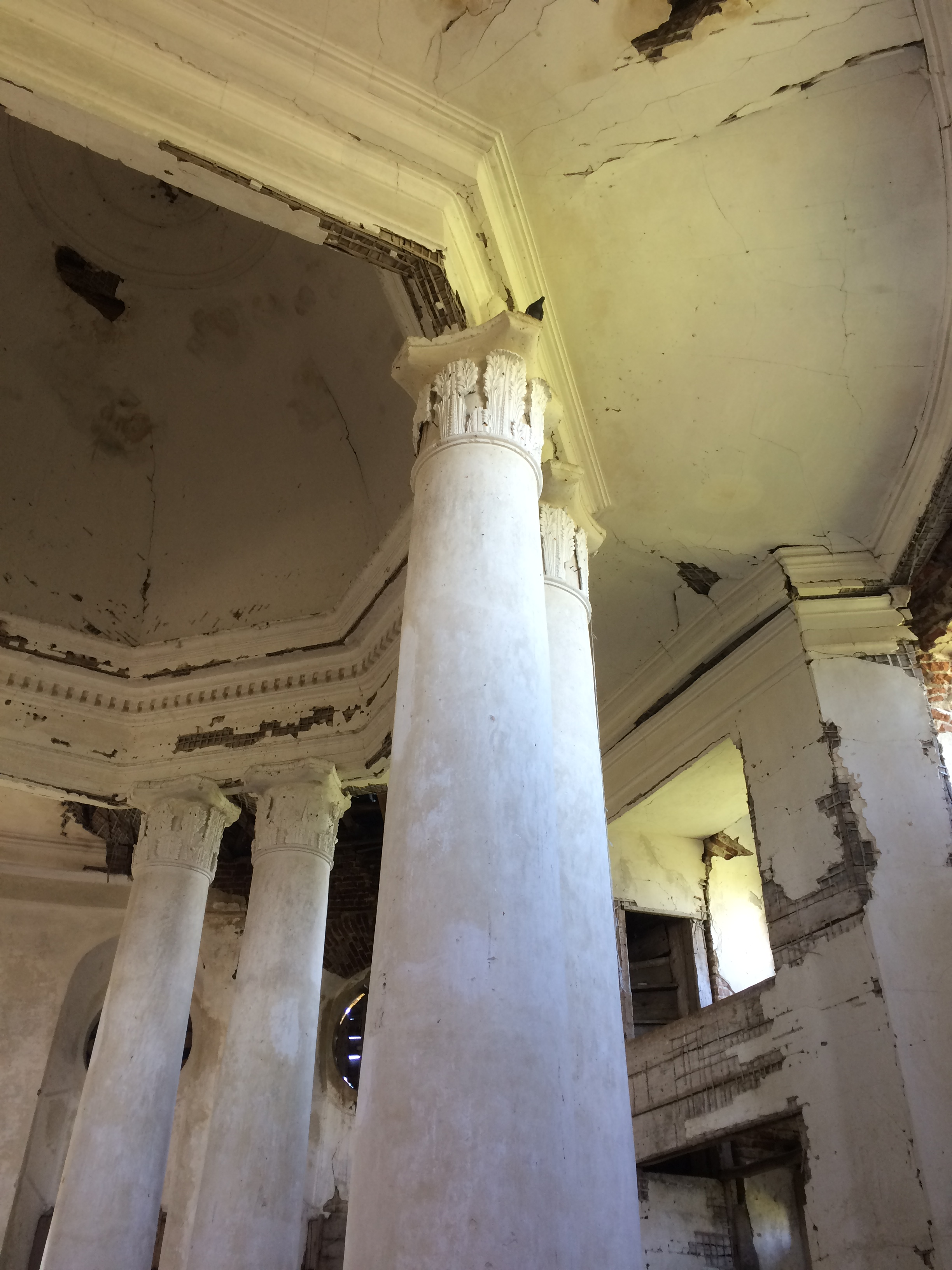
Колонны круглого храма.
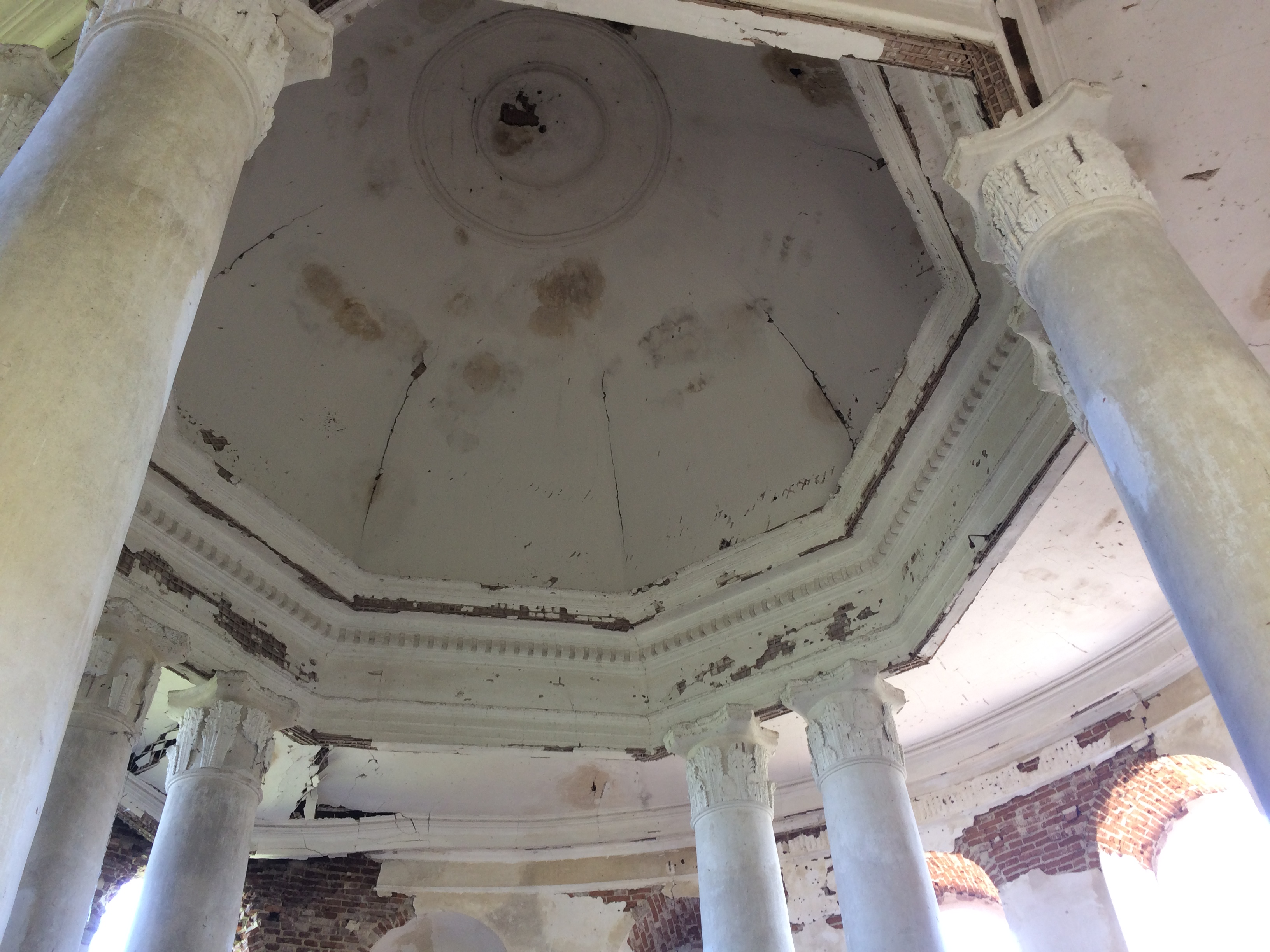
Потолок Казанская церковь. Смольково.
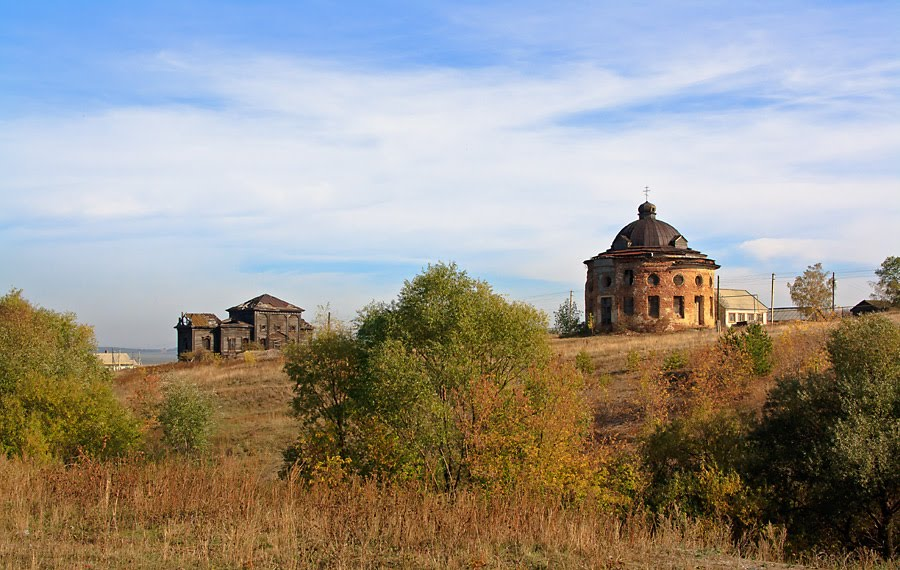
Разрушенные храмы в Смольково.
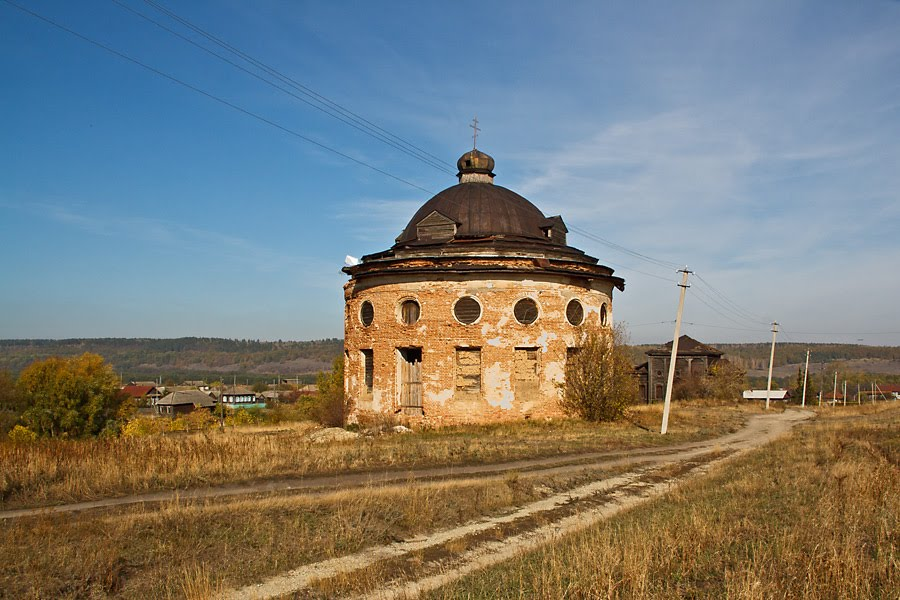
Казанский храм в Смольково.